# إريك مارتيل
إريك مارتيل (بالألمانية: Eric Martel)‏ هو لاعب كرة قدم ألماني، ولد في 29 أبريل 2002 في اشتراوبينغ في ألمانيا.

## وصلات خارجية
- إريك مارتيل على موقع الاتحاد الأوربي (الإنجليزية)
- إريك مارتيل على موقع قاعدة بيانات كرة القدم.إي يو (الإنجليزية)
- إريك مارتيل على موقع بيانات كرة القدم. دي إي (الألمانية)
- إريك مارتيل على موقع Soccerbase.com (لاعب) (الإنجليزية)
- إريك مارتيل على موقع Soccerway.com (الإنجليزية)
- إريك مارتيل على موقع عالم كرة القدم.نت (الإنجليزية)